# Kreis Szentgotthárd
Der Kreis Szentgotthárd (ungarisch Szentgotthárdi járás) ist der am westlichsten gelegene Kreis in Ungarn. Er liegt im Westen des westungarischen Komitats Vas und grenzt im Osten und Südosten an den Kreis Körmend, der ihn vom übrigen Komitat trennt. Im Norden und Nordwesten bilden sieben Gemeinden die Staatsgrenze zu Österreich (Burgenland) und im Süden bilden drei Gemeinden die Staatsgrenze zu Slowenien. Die Gemeinde Felsőszölnök hat zwei ausländische Nachbarn.

## Geschichte
Im Zuge der ungarischen Verwaltungsreform entstand Anfang 2013 der Kreis als Nachfolger des gleichnamigen Kleingebiets (ungarisch Szentgotthárdi kistérség) hervor, noch verstärkt um eine Gemeinde aus dem Kleingebiet Őriszentpéter.

## Gemeindeübersicht
Der Kreis Szentgotthárd hat eine durchschnittliche Gemeindegröße von 943 Einwohnern auf einer Fläche von 15,94 Quadratkilometern. Der Bevölkerungsdichte des kleinsten Kreises im Komitat liegt unter dem Wert des gesamten Komitats. Der Kreissitz befindet sich in der einzigen Stadt, Szentgotthárd, nahe der österreichischen Grenze.
| Gemeinde            | Status   | Herkunft Kleingebiet | Einwohnerzahl | Einwohnerzahl | Einwohnerzahl | Fläche (km²) 1. 1. 2016 | Bevölkerungs- dichte (Ew./km²) |
| Gemeinde            | Status   | Herkunft Kleingebiet | 1. 10. 2011   | 1. 1. 2013    | 1. 1. 2016    | Fläche (km²) 1. 1. 2016 | Bevölkerungs- dichte (Ew./km²) |
| ------------------- | -------- | -------------------- | ------------- | ------------- | ------------- | ----------------------- | ------------------------------ |
| Alsószölnök *       | Gemeinde | Szentgotthárd        | 369           | 373           | 359           | 10,02                   | 35,8                           |
| Apátistvánfalva     | Gemeinde | Szentgotthárd        | 364           | 370           | 386           | 12,86                   | 30,0                           |
| Csörötnek           | Gemeinde | Szentgotthárd        | 914           | 902           | 885           | 20,53                   | 43,1                           |
| Felsőszölnök */**   | Gemeinde | Szentgotthárd        | 572           | 584           | 579           | 23,56                   | 24,6                           |
| Gasztony *          | Gemeinde | Szentgotthárd        | 430           | 445           | 414           | 14,27                   | 29,0                           |
| Kétvölgy **         | Gemeinde | Szentgotthárd        | 105           | 97            | 98            | 6,28                    | 15,6                           |
| Kondorfa            | Gemeinde | Őriszentpéter        | 515           | 514           | 482           | 21,61                   | 22,3                           |
| Magyarlak           | Gemeinde | Szentgotthárd        | 782           | 790           | 752           | 7,62                    | 98,7                           |
| Nemesmedves *       | Gemeinde | Szentgotthárd        | 17            | 27            | 27            | 4,74                    | 5,7                            |
| Orfalu **           | Gemeinde | Szentgotthárd        | 61            | 65            | 69            | 6,94                    | 9,9                            |
| Rábagyarmat         | Gemeinde | Szentgotthárd        | 805           | 806           | 782           | 16,79                   | 46,6                           |
| Rátót               | Gemeinde | Szentgotthárd        | 242           | 306           | 270           | 7,27                    | 37,1                           |
| Rönök *             | Gemeinde | Szentgotthárd        | 414           | 417           | 407           | 17,22                   | 23,6                           |
| Szakonyfalu *       | Gemeinde | Szentgotthárd        | 356           | 360           | 357           | 11,19                   | 31,9                           |
| Szentgotthárd *     | Stadt    | Szentgotthárd        | 8.678         | 8.787         | 8.872         | 67,73                   | 131,0                          |
| Vasszentmihály      | Gemeinde | Szentgotthárd        | 337           | 337           | 341           | 6,41                    | 53,2                           |
| Kreis Szentgotthárd |          |                      | 14.961        | 15.180        | 15.080        | 255,04                  | 59,1                           |

* Grenzgemeinde zu Österreich

** Grenzgemeinde zu Slowenien